# Глуховецька селищна рада
Глухове́цька се́лищна ра́да — адміністративно-територіальна одиниця та орган місцевого самоврядування в Козятинському районі Вінницької області. Адміністративний центр — селище міського типу Глухівці.

## Загальні відомості
Глуховецька селищна рада утворена в 1982 році.
- Територія ради: 6,498 км²
- Населення ради: 3 923 особи (станом на 2001 рік)

## Населені пункти
Селищній раді підпорядковані населені пункти:
- смт Глухівці
- с-ще Глухівці

## Склад ради
Рада складається з 24 депутатів та голови.
- Голова ради: Амонс Олександр Анатолійович
- Секретар ради: Мельничук Олександр Анатолійович

### Керівний склад попередніх скликань
| Прізвище, ім'я, по батькові  | Основні відомості                                                     | Дата обрання | Дата звільнення |
| ---------------------------- | --------------------------------------------------------------------- | ------------ | --------------- |
| Амонс Олександр Анатолійович | Селищний голова, 1974 року народження, освіта середня, позапартійний. | 25.10.2015   | -               |

Примітка: таблиця складена за даними сайту Верховної Ради України

### Депутати
За результатами місцевих виборів 2010 року депутатами ради стали:

#### За суб'єктами висування
| Суб'єкт висування | Кількість обраних депутатів | %    |
| ----------------- | --------------------------- | ---- |
| Самовисування     | 19                          | 79,2 |
| Партія регіонів   | 5                           | 20,8 |

#### За округами
| № округу        | Прізвище, ім'я, по батькові       | Дата визнання обраним | Освіта             | Партійна приналежність | Відомості про обраного депутата                                        |
| --------------- | --------------------------------- | --------------------- | ------------------ | ---------------------- | ---------------------------------------------------------------------- |
| Партія регіонів |                                   |                       |                    |                        |                                                                        |
| 8               | Коломійчук Ігор Іванович          | 01.11.2010            | середня спеціальна | позапартійний          | ЗАТ «Глуховецький каоліновий завод», механік по ремонту автотранспорту |
| 15              | Ящук Юрій Олексійович             | 01.11.2010            | вища               | позапартійний          | ЗАТ «Глуховецький каоліновий завод», начальник цеху сухого збагачення  |
| 19              | Балабанов Олександр Олександрович | 01.11.2010            | вища               | позапартійний          | ЗАТ «Глуховецький каоліновий завод», генеральний директор              |
| 20              | Побережник Федір Федорович        | 01.11.2010            | вища               | позапартійний          | ЗАТ «Глуховецький каоліновий завод», голова профкому                   |
| 21              | Хмелюк Борис Григорович           | 01.11.2010            | середня            | позапартійний          | ЗАТ «Глуховецький каоліновий завод», машиніст автомобільного крана     |
| Самовисування   |                                   |                       |                    |                        |                                                                        |
| 1               | Сорочинський Вадим Валентинович   | 01.11.2010            | вища               | позапартійний          | КСП «Маяк», головний агроном                                           |
| 2               | Козачук Зоя Юріївна               | 01.11.2010            | середня спеціальна | позапартійна           | Глуховецька селищна лікарня, медсестра                                 |
| 3               | Пономарьова Алла Володимирівна    | 01.11.2010            | середня спеціальна | позапартійна           | Глуховецька селищна рада, спеціаліст 2 категорії                       |
| 4               | Балановський Олександр Федорович  | 01.11.2010            | вища               | позапартійний          | Глуховецька селищна лікарня, лікар                                     |
| 5               | Огороднійчук Олександр Павлович   | 01.11.2010            | вища               | позапартійний          | тимчасово не працює                                                    |
| 6               | Тарасюк Наталія Петрівна          | 01.11.2010            | вища               | позапартійна           | тимчасово не працює                                                    |
| 7               | Дробот Людмила Іванівна           | 01.11.2010            | середня спеціальна | позапартійна           | Глуховецька селищна лікарня, медсестра                                 |
| 9               | Кирилюк Олена Миколаївна          | 01.11.2010            | вища               | позапартійна           | КСП «Маяк», головний бухгалтер                                         |
| 10              | Біляєв Сергій Володимирович       | 01.11.2010            | середня спеціальна | позапартійний          | ЗАТ «Глуховецький каоліновий завод», механік                           |
| 11              | Камінський Олександр Олегович     | 01.11.2010            | вища               | позапартійний          | студент                                                                |
| 12              | Федорчук Галина Олександрівна     | 01.11.2010            | середня спеціальна | позапартійна           | Глуховецька селищна рада, головний бухгалтер                           |
| 13              | Шаповалова Галина Миколаївна      | 01.11.2010            | вища               | позапартійна           | Глуховецька селищна рада, секретар Глуховецької селищної ради          |
| 14              | Гудзь Петро Іванович              | 01.11.2010            | вища               | позапартійний          | КСП «Маяк», головний інженер                                           |
| 16              | Маковіцька Валентина Юріївна      | 01.11.2010            | середня спеціальна | позапартійна           | Глуховецька селищна рада, землевпорядник                               |
| 17              | Шевчук Олександр Вікторович       | 01.11.2010            | вища               | позапартійний          | Глуховецька селищна рада, інструктор по спорту                         |
| 18              | Бойчук Тетяна Іванівна            | 01.11.2010            | середня спеціальна | позапартійна           | Глуховецька селищна лікарня, старша медсестра                          |
| 22              | Ковальський Микола Петрович       | 01.11.2010            | середня            | позапартійний          | КСП «Маяк», завідувач млину                                            |
| 23              | Ткачук Олександр Климович         | 01.11.2010            | середня            | позапартійний          | ЗАТ «Глуховецький каоліновий завод», начальник гірничого цеху          |
| 24              | Дмитрук Юрій Юрійович             | 01.11.2010            | середня спеціальна | позапартійний          | Глуховецька загальноосвітня школа, сторож                              |